# Morti nel 1467
| Questa pagina contiene informazioni ricavate automaticamente dalle voci biografiche con l'ausilio del template Bio e di un bot. L'aggiornamento è periodico e automatico e ricostruisce completamente la pagina. Se manca una persona in questa lista, sei pregato di non aggiungerla, ma accertati piuttosto che la sua voce biografica contenga il template Bio e che i dati anagrafici siano correttamente compilati. Se il template Bio manca, inseriscilo tu stesso o, in alternativa, metti l'avviso {{tmp\|Bio}} che ne segnala la mancanza. Se i dati riportati sono sbagliati, correggi direttamente la voce biografica; le modifiche saranno visibili in questa lista entro pochi giorni. Per chiarimenti vedi il progetto biografie. La lista contiene solo le 32 persone che sono citate nell'enciclopedia e per le quali è stato implementato correttamente il template Bio. Pagina aggiornata al 10 feb 2025. |

- 11 febbraio - Gianfrancesco I Pico, condottiero e nobile italiano
- 28 febbraio - Pietro Raimondo Zacosta, spagnolo
- 6 marzo - Eleanor Beauchamp, nobile inglese (n. 1408)
- 13 marzo - Vettore Cappello, mercante, politico e militare italiano
- 29 marzo - Matteo Paleologo Asen, nobile e generale bizantino
- 20 aprile - Dorotea Gonzaga, nobile (n. 1449)
- 30 aprile - Giovanni di Valois-Angoulême, conte (n. 1399)
- 26 maggio - Caterina Rangoni, nobile
- 15 giugno - Filippo III di Borgogna, nobile (n. 1396)
- 3 settembre - Eleonora d'Aviz, principessa portoghese (n. 1434)
- 21 settembre - Niccolò Piccolomini, arcivescovo cattolico italiano
- 7 ottobre - Guido I Rangoni, condottiero italiano
- 9 ottobre - Khushqadam, sultano egiziano (n. 1413)
- 12 ottobre - Juan de Mella, cardinale e vescovo cattolico spagnolo (n. 1397)
- 11 novembre - Enrico IX l'Anziano, nobile polacco
- 11 novembre - Jahan Shah, sovrano turkmeno
- 15 dicembre - Jöns Bengtsson Oxenstierna, arcivescovo cattolico svedese (n. 1417)
- Marcolino Barbavara, nobile, politico e diplomatico italiano
- Polissena Condulmer, nobildonna italiana
- Ludwig von Erlichshausen, nobile tedesco (n. 1410)
- Andrea Fasolo, notaio italiano
- Spinetta Fregoso, doge (n. 1400)
- Ludovico Malvezzi, nobile e condottiero italiano (n. 1418)
- Maria di Tver', nobile (n. 1442)
- Mariano Socini il vecchio, giurista italiano (n. 1401)
- Apollonio Massaini, vescovo cattolico italiano
- Hans Multscher, pittore e scultore tedesco
- Paolino di Giovanni, intagliatore italiano
- Pietro dall'Orto, vescovo cattolico italiano
- Priamo della Quercia, pittore e miniatore italiano
- Tanush Thopia, nobile albanese
- Gaspare da Vimercate, condottiero italiano